# Optymizm

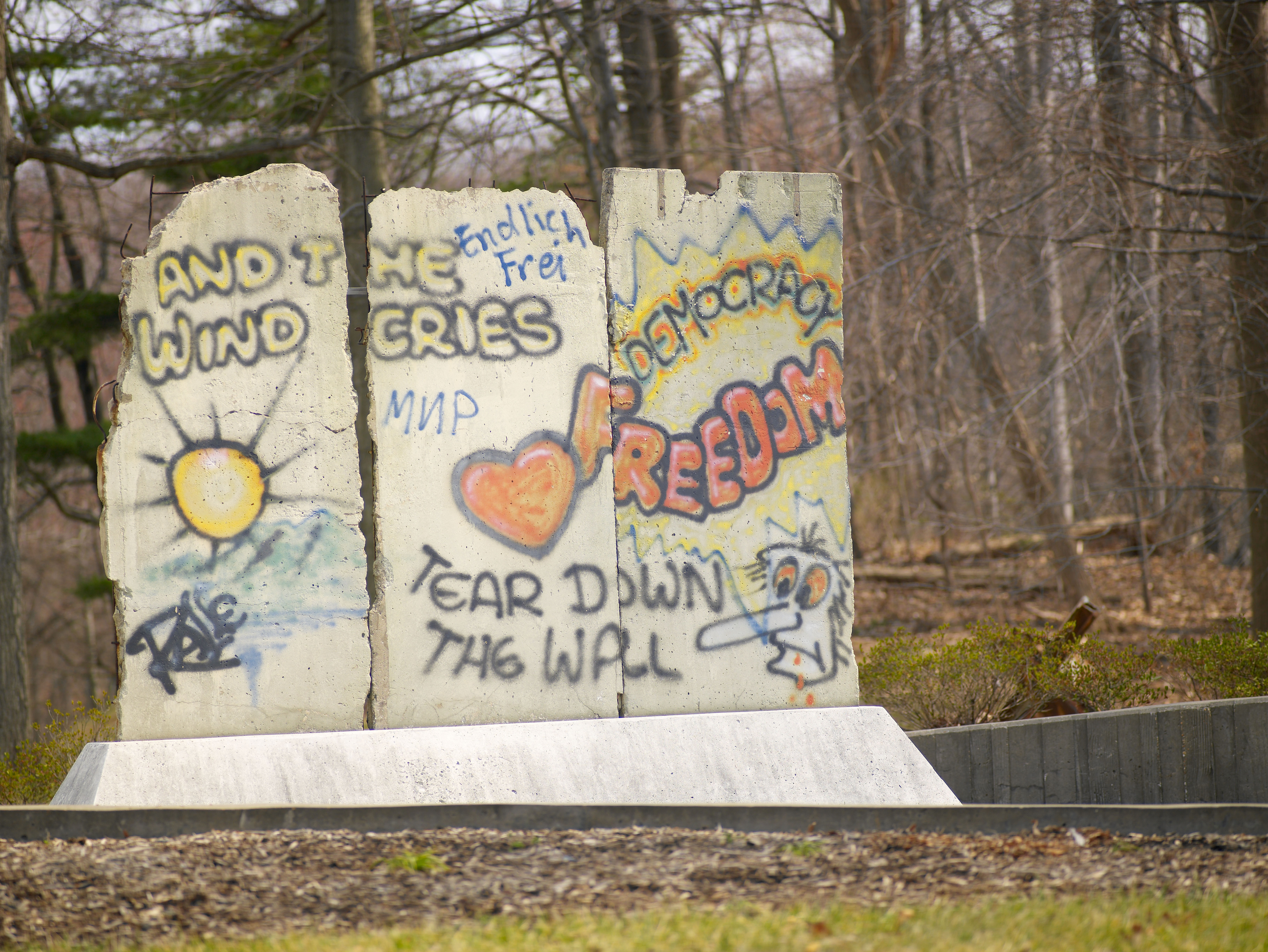
Mural propagujący optymizm

Optymizm (z łac. optimum – najlepiej) – pogląd filozoficzny, według którego istniejący świat jest najlepszy z możliwych i racjonalnie urządzony, a życie jest dobre, można więc osiągnąć w nim szczęście i doskonałość moralną. Podkreśla stosunek do życia, w którym świat postrzegamy przede wszystkim jako pozytywne miejsce, jako coś dobrego. Przeciwieństwem optymizmu jest pesymizm.
Margaret Matlin i David Stang w książce z 1978 roku „Pollyanna Principle” dowodzą, że ludzkie procesy myślowe są raczej optymistyczne niż pesymistyczne – ludzie wierzą, iż rzeczy z czasem ułożą się pomyślnie. Za twórcę psychologii pozytywnej jest uważany Martin Seligman. Wychodził on z założenia, że optymizmu można się nauczyć. Z kolei w chrześcijaństwie ten „pozytywny” stosunek do życia jest konsekwencją wiary, a nie ludzkiego temperamentu czy okoliczności.
Optymizm jest uwarunkowany genetycznie. Niska ekspresja genu stymulującego poziom MAO-A, czyli monoaminooksydazy (enzymu zlokalizowanego w tkance nerwowej i odpowiadającego za eliminację m.in. serotoniny, adrenaliny, noradrenaliny), wiąże się z wyższym poziomem optymizmu i zadowolenia z życia.
Optymistyczne nastawienie pomaga w rekonwalescencji, czy w przebiegu procesu leczenia.